# Marcial Martínez Cuadros
Marcial Martínez Cuadros, abogado y político liberal chileno. Nació en La Serena, el 30 de julio de 1832. Falleció en Santiago, el 8 de febrero de 1918. Hijo de Victoriano Martínez y María Josefa Cuadros Pumarada. Casado con Constanza de Ferrari Prieto.

## Vida profesional

### Estudios
Estudió Humanidades en el Instituto de La Serena; luego fue becado para estudiar en el internado del Instituto Nacional de Santiago, donde se incorporó al curso de Leyes (1847). Mientras estudiaba Leyes siguió el curso de Ciencias Naturales bajo la dirección de Ignacio Domeyko.

### Desempeño profesional
Se recibió de abogado el 11 de agosto de 1855. Su tesis versó sobre "Latitud de un Precepto de la Novísima Recopilación", y fue llamado a suplir la relatoría de la Corte Suprema de Justicia.
En 1862 se incorporó a la Facultad de Humanidades de la Universidad de Chile, donde colaboró como docente, decano e investigador de Historia. 

## Vida pública

### Político liberal
Fue elegido Diputado por Curicó, Santa Cruz y Vichuquén (1864-1867), integró en la oportunidad la comisión permanente de Gobierno y Relaciones Exteriores.
Posteriormente fue diputado por Constitución, Cauquenes y Chanco, en dos períodos consecutivos (1867-1873). Formó parte de la comisión permanente Calificadora de Elecciones y, de Gobierno y Relaciones Exteriores.
Fue nombrado Ministro plenipotenciario de Chile en Washington, cuando la política internacional de Estados Unidos intentó intervenir a favor de la empresa estadiounidense "Peruvian Company" durante la Guerra del Pacífico. El historiador Gonzalo Bulnes describe su estilo como ingenuo:: 95 
Cualquiera pudo ser victima de error como el ministro Martinez estando recién llegado a1 país, sin relaciones, con poco conocimiento del idioma, halagado en su vanidad de hombre i de funcionario por las demostraciones de la mas calurosa simpatía.
También Mario Barros coincide con Bulnes.
Fue elegido Senador por la provincia de Aconcagua (1894-1900). Integró la comisión permanente de Educación y Beneficencia, y la de Relaciones Exteriores.

## Otras actividades

### Labor intelectual
Colaboró en la prensa, especialmente en El Mercurio, Revista Forense, Anales de la Universidad, Boletín de Minería y otras publicaciones científicas; escribió varios folletos en temas de su interés. 
En 1880 fue miembro del Consejo de Instrucción Pública, hasta el 9 de mayo de 1881. La Universidad de Chile lo envió en representación de la misma, al 4° Centenario de la Universidad de Edimburgo, fundada en 1582. 

### Sociedades que integró
Fue presidente de la Sociedad Científica de Chile; miembro de la Real Academia Española; miembro de la Academia de Jurisprudencia y Legislación de Madrid; miembro de la Sociedad de Escritores y Artistas de Madrid; miembro de la Asociación de Hombres de Letras de París; miembro del Instituto Colonia e Internacional de Bruselas; del Cuerpo de Abogados de Lima y Buenos Aires; de la Sociedad Geográfica de Oporto; de la Academia Americana de Ciencia Política y Social de Filadelfia; de la Sociedad de Derecho Internacional Comparado de Berlín; y de la Sociedad de Instrucción Primaria. 

### Reconocimientos
Doctor en Leyes, título otorgado por la Universidad de Yale y otro doctorado más recibió por la Universidad de Edimburgo. El Rey Luis de Portugal lo condecoró con el Gran Cordón de la Orden de Villaviciosa, que le dio el derecho a usar el título de vizconde. En Italia, recibió el título de Arcade de Roma. 